# Lanza (métro de Milan)
Pour les articles homonymes, voir Lanza.
Lanza est une station de la ligne 2 du métro de Milan, située via Giovanni Lanza à Milan.